# Живолуп Михайло Андрійович
Михайло Андрійович Живолуп (1909—1991) — учасник Другої світової війни, Герой Радянського Союзу. Командир 126-го гвардійського бомбардувального авіаційного полку 4-ї гвардійської бомбардувальної авіаційної дивізії 1-го гвардійського бомбардувального авіаційного корпусу 1-ї повітряної армії Західного фронту, гвардії генерал-майор.

## Біографія
Народився 22 липня (9 липня за старим стилем) 1909 року на хуторі Ківшарівка, нині селище міського типу адміністрації міста Куп'янська Харківської області, в родині робітника. Українець.
Член ВКП(б)/КПРС з 1931 року. Освіта неповна середня. Працював вантажником на залізничній станції Куп'янськ-Вузловий.
З 1929 року — в прикордонних військах Народного Комісаріату Внутрішніх Справ (НКВД) СРСР. Служив у Білорусі на 5-й прикордонній заставі 17-го Тимковицького прикордонного загону, на кордоні з Західною Білорусією, яка входила до складу Польщі. Був обраний секретарем комсомольської ячейки. У вересні 1930 року командування прикордонного загону направило воїна-прикордонника Живолупа М. А. у столиці Білоруської РСР — місто Мінськ, Об'єднану військову школу імені ЦВК Білорусі.
Після закінчення у 1933 році військової школи Живолуп вирішив пов'язати своє життя з авіацією. І в тому ж 1933 році вступає у Борисоглібську військову школу льотчиків імені В. П. Чкалова, яку закінчив у 1935 році. Після чого стає льотчиком в одній з авіаційних частин Ленінградського військового округу, де швидко освоїв ввірений йому літак-бомбардувальник. Бойове хрещення Живолуп М. А. отримав у радянсько-фінській війні 1939—1940 років, в ході якої ним здійснено 65 успішних бойових вильотів.
З початком німецько-радянської війни перебував на фронті. З перших же її днів заступник командира ескадрильї 10-го Червонопрапорного швидкісного бомбардувального авіаційного полку капітан Михайло Живолуп вступив у бій з гітлерівськими окупантами.
У березні 1943 року, коли почалися запеклі повітряні бої в небі Кубані, майор Живолуп призначений командиром 224-го бомбардувального авіаційного полку.
До вересня 1943 року командир 126-го гвардійського бомбардувального авіаційного полку (4-я гвардійська бомбардувальна авіаційна дивізія, 1-й гвардійський бомбардувальний авіаційний корпус, 1-я повітряна армія, Західний фронт) гвардії підполковник Михайло Живолуп здійснив 107 успішних бойових вильотів на бомбардування стратегічних об'єктів, аеродромів, опорних пунктів ворога, скупчень його живої сили і бойової техніки, завдавши противнику значних втрат.
24 червня 1945 року на Параді Перемоги в небі над Червоною площею мали пролетіти дев'ять літаків-бомбардувальників «Пе-2». Вів би їх Герой Радянського Союзу командир 126-го гвардійського Молодеченського бомбардувального ордена Олександра Невського авіаційного полку М. А. Живолуп. З погодних причин повітряна частина параду була скасована.
Після війни Михайло Андрійович був командиром авіаційного полку, авіаційної дивізії. В 1948 році закінчив Вищі офіцерські льотно-тактичні курси, а в 1954 році — Військову академію Генерального штабу. З 1960 року — генерал-майор авіації М. А. Живолуп перебував у запасі.
Жив у місті Ленінграді. Помер 11 червня 1991 року.

## Нагороди
- Указом Президії Верховної Ради СРСР від 28 вересня 1943 року за вміле командування авіаційним полком, зразкове виконання бойових завдань командування на фронті боротьби з німецько-фашистським загарбниками і проявлені при цьому мужність і героїзм гвардії підполковнику Живолупу Михайлу Андрійовичу присвоєно звання Героя Радянського Союзу з врученням ордена Леніна і медалі «Золота Зірка» (№ 1125).
- Нагороджений ще одним орденом Леніна, трьома орденами Червоного Прапора, орденом Суворова 3-го ступеня, двома орденами Вітчизняної війни 1-го ступеня, орденом Вітчизняної війни 2-го ступеня, трьома орденами Червоної Зірки, а також медалями, в тому числі «За взяття Берліна» та «За взяття Кенігсберга».

## Цікаві факти
Син Михайла Андрійовича — Анатолій, в 1958 році перебував у одній із злочинних банд Ленінграда. Банда, що складається з 13 чоловік, була знешкоджена, двоє її ватажків були засуджені до вищої міри покарання, Анатолій був засуджений і посаджений у в'язницю.